# Speak, Memory
Fala, memória (título original russo: Другие берега), é um livro de memórias autobiográficas escrito por Vladimir Nabokov. Foi publicado originalmente na revista The New Yorker em 1951 com o nome Evidência Conclusiva, porém foi extensivamente revisado pelo autor e republicado em 1966 com o título atual.
O livro descreve nos primeiros 12 capítulos a infância de Nabokov em uma família aristocrática em São Petersburgo, até seu exílio na Alemanha pós a Revolução Russa. Já, os 3 últimos capítulos cobrem seus anos como estudante universitário em Cambridge e como intelectual e escritor iniciante dentro da comunidade de imigrantes russos vivendo em Berlim e Paris.